# Appel

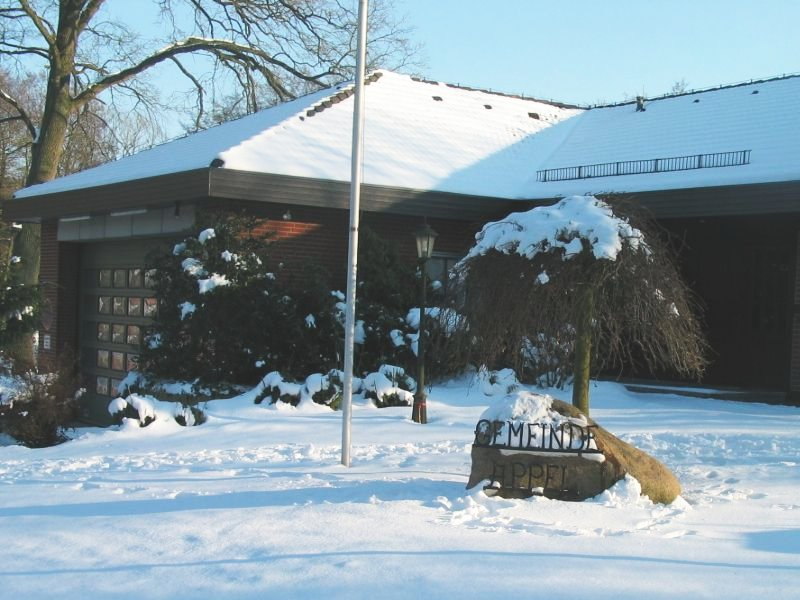
Gemeindehaus in Appel

Appel ist eine Gemeinde im Landkreis Harburg in Niedersachsen (Deutschland). Sie gehört der Samtgemeinde Hollenstedt an.

## Geografie

### Geografische Lage
Appel liegt zwischen der Este, einem linken Nebenfluss der Elbe und den Harburger Bergen. Bekannt ist der Ort für seine Wanderwege in einer reizvollen Landschaft an der Fischteichkette bis Appelbeck.

### Gemeindegliederung
Zur Gemeinde Appel gehören die Orte Appel, Eversen, Eversen-Heide, Grauen und Oldendorf.

## Politik

### Gemeinderat
Der Rat der Gemeinde Appel setzt sich aus elf Mitgliedern zusammen. Die Ratsmitglieder werden durch eine Kommunalwahl für jeweils fünf Jahre gewählt.
Die vergangenen Gemeinderatswahlen ergaben folgende Sitzverteilungen:
| Wahljahr | BfA                                               | CDU | Gesamt   |
| 2021     | 8                                                 | 3   | 11 Sitze |
| 2016     | 8                                                 | 3   | 11 Sitze |
|          | __________________________ BfA: Bündnis für Appel |     |          |

Letzte Kommunalwahl am 12. September 2021

### Bürgermeister
Bürgermeister ist Reinhard Kolkmann.
(Stand Kommunalwahl am 11. September 2016)

### Wappen
| Wappen von Appel | Blasonierung: „Von Gold (Gelb) und Blau geteilt, oben ein schwarzer Giebel mit gekreuzten, nach innen blickenden Pferdeköpfen und vier roten Gefachen, unten ein schwimmender, rotbewehrter silberner (weißer) Schwan.“                                                                                           |
| Wappen von Appel | Wappenbegründung: Der Giebel eines niedersächsischen Bauernhauses symbolisiert die große Bedeutung der Landwirtschaft und die geographische Lage der Gemeinde; die vier Gefache weisen auf die Ortsteile hin. Der Schwan weist auf die zahlreichen Teichanlagen hin, die das Landschaftsbild der Gemeinde prägen. |

### Flagge
|  | 00Hissflagge: „Die Flagge ist blau-gelb quergestreift mit dem weiß bordierten Wappen in der Mitte.“ |

## Kultur und Sehenswürdigkeiten

### Einwohnerentwicklung
| Jahr      | 1982 | 1987 | 1992 | 1997 | 2004 | 2008 | 2010 | 2012 |
| Einwohner | 1500 | 1426 | 1494 | 1647 | 1930 | 1958 | 1957 | 2005 |